# Aliaksandr Buikevici
Aliaksandr Buikevici (belarusă Аляксандар Буйкевіч, rusă Александр Буйкевич; n. 19 octombrie 1984, Brest) este un scrimer belarus specializat pe sabie, campion european în 2008 și vicecampion mondial pe echipe în 2011.
S-a apucat de scrima la vârsta de 14 ani pentru a-l urma pe fratele său. S-a alăturat lotului național bielorus în 2002. A participat la Jocurile Olimpice de vară din 2008 de la Beijing, unde s-a clasat pe locul 8 după ce a fost învins de românul Mihai Covaliu în sferturile de finală. La Londra 2012 a încheiat competiția pe locul 16, pierzând cu un alt român, Rareș Dumitrescu, în optimi de finală.

## Legături externe
- Prezentare Arhivat în 30 iunie 2016, la Wayback Machine. la Confederația Europeană de Scrimă